# Overture (нотный редактор)
Overture — профессиональная программа-нотатор. Изначально программа компании Cakewalk была куплена в августе 2001 компанией Geniesoft, позже переименованной в Sonic Scores. Предназначена для подготовки к печати партитур музыкальных произведений. Огромные возможности для записи специальных символов и сокращение нотного письма . Программа является достаточно удобной и простой в использовании, особых навыков не требует. Предназначена для профессиональных музыкантов, которые владеют нотной грамотой на высоком уровне. Также программа проигрывает записанную музыку, используя 128 инструментов интерфейса MIDI. Есть возможность подключения VST интерфейса.

## Дополнительные данные о программе
Программа распознаёт, даёт возможность создания и проигрывает:
- сложные ритмы (триоли, дуоли, квинтоли, секстоли с возможным заданием собственного ритма)
- наличие повторений и окончаний (репризы, вольты, знаки Da Capo, Dal Segno, повторительные такты и другие)
- работа с динамикой (помимо точного обозначения есть возможность cres. и diminuendo)
- наличие различных украшений и орнаментики (трели, форшлаги, морденты)

и др.
Ввод данных может осуществляться посредством:
- клавиатуры
- мыши
- MIDI-клавиатуры или синтезатора

## Расширения для работы с программой
- Расширения программы: OVE и SCV.
- Экспорт: MID.
- Импорт: MID, KAR, ENC, MUS и XML.

## Версии программы
- Cakewalk Overture 2 (Cakewalk)
- Geniesoft Overture 3 (Geniesoft)
- Geniesoft Overture 4 (Geniesoft)
- Overture 4 (Sonic Scores)